# Ligne Tōbu Daishi
La ligne Tōbu Daishi (東武大師線, Tōbu Daishi-sen) est une courte ligne ferroviaire de la compagnie privée Tōbu à Tokyo au Japon. Elle relie la gare de Nishiarai à celle de Daishimae. C'est une branche de la ligne Skytree.
Sur les cartes, la ligne Tōbu Daishi est de couleur bleue et les gares sont identifiées par les lettres TS suivies d'un numéro.

## Caractéristiques

### Ligne
- Longueur : 1,0 km
- Ecartement : 1 067 mm
- Alimentation : 1 500 Vcc par caténaire
- Nombre de voies : Voie unique

### Tracé
|  |

### Liste des gares
La ligne comporte 2 gares. 
| Numéro | Gare           | Nom japonais | Distance (km) | Correspondances | Arrondissement |
| ------ | -------------- | ------------ | ------------- | --------------- | -------------- |
| TS-13  | Nishiarai      | 西新井       | 0             | Tōbu : Skytree  | Adachi         |
| TS-51  | Daishimae (ja) | 大師前       | 1,0           |                 | Adachi         |